# 言語消滅
言語消滅（げんごしょうめつ、Language death, Language extinction）とは、ある言語の話者が存在しなくなることである。
言語消滅は、ある言語における話者集団の言語能力のレベルが低下し、最終的にはその言語の母語話者または流暢な話者がいなくなるプロセスである。方言を含むあらゆる言語形式に影響を与える可能性がある。なお言語消滅は、個人が母語・第一言語を失う過程を指す言語喪失とは異なる概念である。
現代（西暦1500年頃-現在、植民地主義の台頭後）では、言語消滅は通常、主にヨーロッパ由来のリンガ・フランカ使用に伴う母語の喪失と言語交替によるところが大きい。
2000年代の時点で、世界中に合計約7,000の言語が存在していた。これらのほとんどは、消滅の危機に瀕している言語である。 2004年に発表されたある推定では、現在話されている言語の約90％が2050年までに消滅すると予測された。